# 鹿児島中央警察署
鹿児島中央警察署（かごしまちゅうおうけいさつしょ）は、鹿児島県鹿児島市新屋敷町にある鹿児島県警察の管轄する警察署。
鹿児島県の筆頭警察署。署長の階級は警視正。

## 概要
鹿児島県庁、鹿児島市役所及び鹿児島市内の刑法犯のうち約20％もの発生率を占める南九州最大の繁華街・歓楽街である「天文館」を管内に持つ市街地中心部を扱うことから、天文館対策課が設置されている。
管内にはほかにマルヤガーデンズや山形屋、鹿児島いづろ高速バスセンター、山形屋バスターミナル、鹿児島港（本港区、新港区、鴨池港区）、照国神社、鶴丸城址、磯庭園、鹿児島大学、県立鴨池球場などの施設が点在するほか、桜島や薩南諸島のトカラ列島と三島村も受け持つ。

## 沿革
- 1954年（昭和29年） - 新警察法が施行されたのに伴い鹿児島市に置かれていた自治体警察である鹿児島市警察が廃止され、鹿児島県警察に統合し、鹿児島市の区域を管轄する警察署として鹿児島県鹿児島警察署が設置される[2]。
- 1967年（昭和42年） - 谷山市が鹿児島市に編入されたのに伴い、鹿児島警察署の管内の一部を谷山警察署（現在の鹿児島南警察署）に編入[3]。
- 1971年（昭和46年） - 管轄区域の一部を鹿児島西警察署の新設に伴い分割。同時に鹿児島県鹿児島中央警察署に改称[4]。
- 1978年（昭和53年）9月3日 - 交通取締りに反発した暴走族（乗用車、オートバイなど約100台）による襲撃を受ける。投石により本署や地蔵角派出所、御着屋派出所のガラスが割られた[5]。

## 組織
- 署長
- 副署長
- 会計官
- 天文館対策官
- 地域交通官
- 刑事官
- 警務課
- 会計課
- 生活安全課
- 天文館・地域安全対策課
- 地域課
- 刑事第一課
- 刑事第二課
- 交通課
- 警備課

## 交番
| 交番   | 所在地   | 所在地       |
| 交番   | 市町村名 | 町・字名     |
| ------ | -------- | ------------ |
| 春日   | 鹿児島市 | 春日町       |
| 湾岸   | 鹿児島市 | 本港新町     |
| 城南   | 鹿児島市 | 甲突町       |
| 地蔵角 | 鹿児島市 | 千日町       |
| 御着屋 | 鹿児島市 | 中町         |
| 荒田   | 鹿児島市 | 下荒田三丁目 |
| 吉野   | 鹿児島市 | 吉野町       |
| 鴨池   | 鹿児島市 | 鴨池二丁目   |

## 警察官駐在所
| 警察官駐在所 | 所在地         | 所在地       |
| 警察官駐在所 | 市町村名       | 町・字名     |
| ------------ | -------------- | ------------ |
| 桜島         | 鹿児島市       | 桜島赤生原町 |
| 中之島       | 鹿児島郡十島村 | 大字中之島   |
| 硫黄島       | 鹿児島郡三島村 | 大字硫黄島   |

## 警備艇
- さくらじま （21.00t）

## 管轄区域
鹿児島市のうち鹿児島西警察署、鹿児島南警察署及び南九州警察署の管轄区域を除く区域及び、鹿児島郡（十島村及び三島村）の全域が当たる。
鹿児島市のうち鹿児島中央警察署の管轄区域にあたる町丁を以下に示す（ただし、桜島地域は全域であるため省略する）。
| - 牟礼岡1-3丁目（牟礼岡団地） - 川上町下花棚地区 - 下田町下田団地及び県道209号帯迫下田線付近 - 坂元町 - 東坂元2丁目 - 西坂元町（鹿児島商業高校近辺） - 冷水町 - 長田町 - 城山町 - 新照院町（城山ホテル鹿児島関連敷地） | - 平之町 - 西千石町 - 加治屋町 - 上之園町 - 上荒田町 - 郡元一丁目 - 鴨池二丁目及び鴨池三丁目 - 真砂本町 - 三和町 |

## 参照例規
- 鹿児島県警察署設置条例（昭和29年鹿児島県条例第29号）
- 交番、　駐在所等の名称、位置及び所管区に関する規則（昭和39年鹿児島県公安委員会規則第3号）